# Ferreirinho-estriado
Ferreirinho-estriado (nome científico: Todirostrum maculatum) é uma espécie de ave da família dos tiranídeos. É encontrada em diversos países da América do Sul, principalmente na região Amazônica.